# Porticus der Dei Consentes

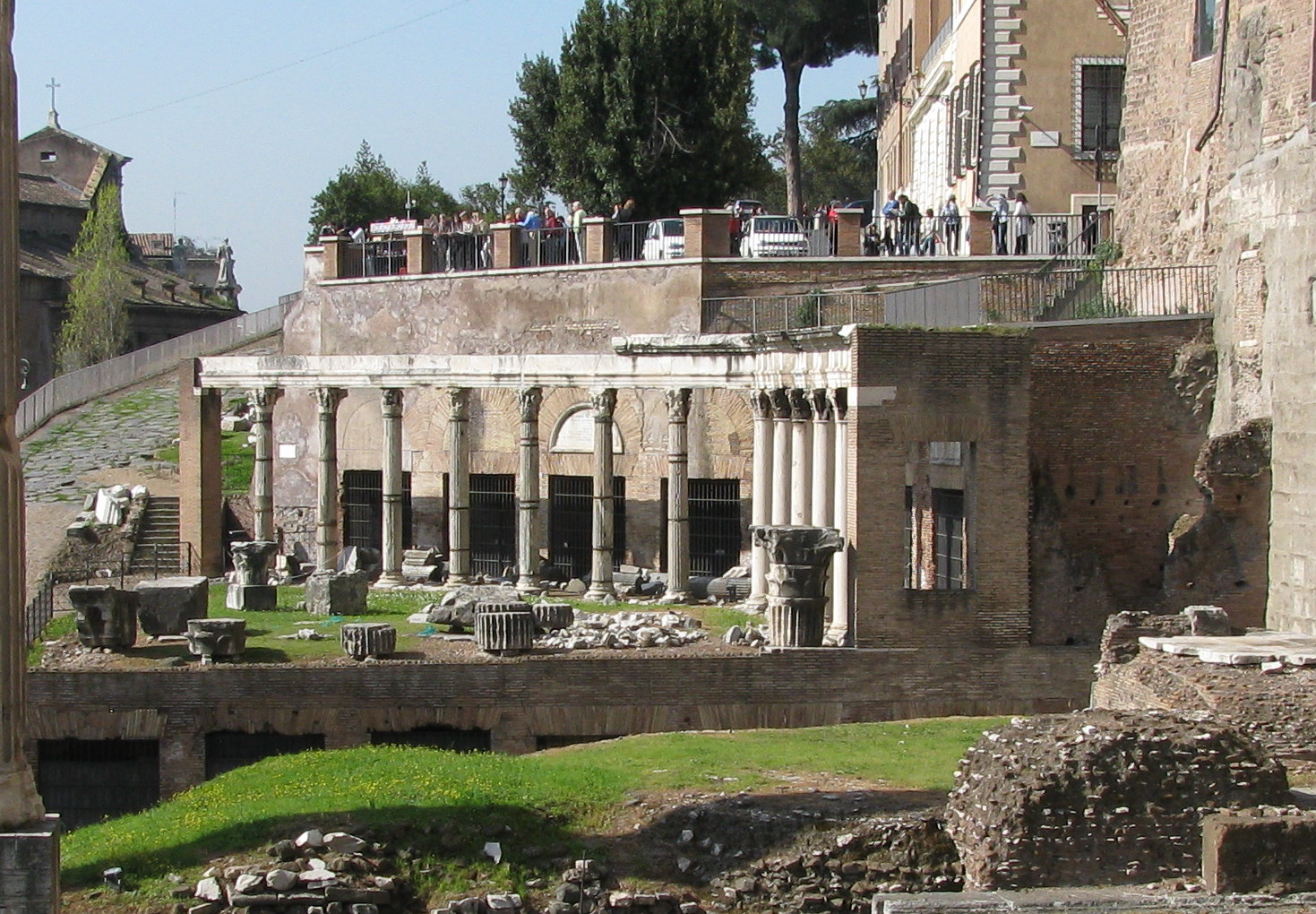
Porticus der Dei Consentes

Die Porticus der Dei Consentes (lat. porticus deorum consentium) ist ein Heiligtum in Rom und liegt oberhalb des Saturntempels auf dem Forum Romanum. Die Ursprünge der Anlage reichen vermutlich in die Zeit der mittleren Republik zurück. Möglicherweise im 3. Jahrhundert v. Chr. wurde sie mit einem baulich gefassten Tempel, einer aedes deum consentium, ausgestattet, von dem lediglich die schriftliche Überlieferung bei Varro zeugt, mit dem aber einige wenige Fundamentreste in Verbindung gebracht werden. Die archaische Bildung des Genitivs deum zeugt vom hohen Alter der aedes.
Wohl im Zusammenhang mit dem Bau des Tempels für Vespasian und Titus wurde das Heiligtum in spätflavischer Zeit grundlegend neugestaltet, wobei die Arbeiten bis in trajanisch-hadrianische Zeit andauerten. Das Niveau wurde tiefergelegt, eine Reihe von sechs Kammern, die sich zum neuerrichteten Tempel öffneten, wurde angelegt, der davor befindliche Platz gepflastert und mit einer Portikus versehen. Ob diese ein- oder zweigeschossig war, ist unklar, doch konnte ihr Dach oder zweites Geschoss ursprünglich vom Tabularium aus betreten werden. Die Anlage wurde in einem flachen Winkel geführt und mit ihren rund 4 Meter hohen und 3,70 Meter tiefen Kammern gegen den Fels unterhalb des Tabulariums und die Stützmauer des clivus Capitolinus gebaut. Sie erhob sich auf einer Substruktion, die ihrerseits aus sieben geschlossenen Räumen gebildet wurde.
Im Jahr 367 wurde die Portikus laut der erhaltenen Stifterinschrift auf dem Architrav durch den Stadtpräfekten Vettius Agorius Praetextatus wieder aufgebaut, ohne dass gravierende Änderungen an der architektonischen Konzeption vorgenommen wurden. Auch wurden in großem Umfang die aus flavischer Zeit stammenden Bauteile wie die korinthischen Kapitelle, die Architrave und die Kammern wiederverwendet.
Aus welchen Gründen Praetextatus die Portikus erneuerte, ist unbekannt. Sollte sie noch kultisch genutzt worden sein, wäre sie eines der spätesten Zeugnisse der kurzen Renaissance des Heidentums im 4. Jahrhundert. Doch können auch andere Gründe Praetextatus zum Wiederaufbau bewogen haben. 
In der porticus deorum consentium waren wahrscheinlich die zwölf vergoldeten Statuen der Dei Consentes (Iuppiter, Apollo, Mars, Mercurius, Neptunus, Vulcanus sowie Iuno, Minerva, Ceres, Diana, Venus, Vesta) nach griechischem Vorbild aufgestellt, von denen Varro berichtet, sie stünden auf dem Forum. Die Überreste wurden 1834 entdeckt.